# Осиновка (Полозовское сельское поселение)
Осиновка — деревня в Большесосновском районе Пермского края. Входит в состав Полозовского сельского поселения.

## Географическое положение
Расположена на берегах реки Осиновка (правый приток реки Сива), примерно в 6,5 км к юго-западу от административного центра поселения, села Полозово.

## Население
| 2010 |
| ---- |
| 76   |

## Улицы
- Вахрино ул.
- Заречная ул.
- Нагорная ул.
- Центральная ул.
- Центральный пер.

## Топографические карты
- Лист карты O-40-97 Первомайский. Масштаб: 1 : 100 000. Состояние местности на 1983 год. Издание 1984 г.